# Владимир Гудељ
Владимир Гудељ (Требиње, 27. децембар 1966) бивши је босанскохерцеговачки фудбалер који је играо на позицији нападача. Познат је по осмогодишњем игрању у шпанском клубу Селти из Вига.

## Фудбалска каријера
Гудељ је рођен у Требињу, у Југославији. Своју рану каријеру започиње у клубу Леотар. Његов таленат је препознао мостарски клуб Вележ, након чега га ангажује 1985 године. Након шест успешних година у овом клубу, прелази у Селту из Вига. У првој сезони постигао је 27 голова и био један од најзаслужнијих за освајање Друге шпанске лиге, односно прелазак његовог тима у "Примеру". Наредних 7 година, одржавајући се на врху листе стрелаца, наставио је усрећивати клупске навијаче. Након Селте, где је проглашен за другог најбољег стрелца клуба свих времена, прелази у Компостелу на период од две године. У лето 2001. године са 35 година одлази у играчку пензију. Касније се враћа у Селту из Вига на место одговорног за односе са јавношћу.

## Трофеји

### Клупски трофеји
- Друга лига Шпаније у фудбалу: 1991/92.

### Индивидуални трофеји
- Најбољи стрелац Друге лиге Шпаније: 1991/92.